# 御宿稲荷神社
御宿稲荷神社（おんじゅくいなりじんじゃ）は、東京都千代田区内神田にある神社。

## 概要
徳川家康ゆかりの神社であり、家康が豊臣秀吉の命令により、領地を関東に移す際、宿をとった邸宅がこの武蔵国豊島郡神田村の地にあったとされ、後年、この邸宅に祀られていた祠（ほこら）を、家康足留めの記念として名付けたのが、この「御宿稲荷神社」の始まりである。
戦災で社殿は全焼したが、御神体は無事、1956年（昭和31年）再建、2007年（平成19年）に社殿新築。

## ギャラリー

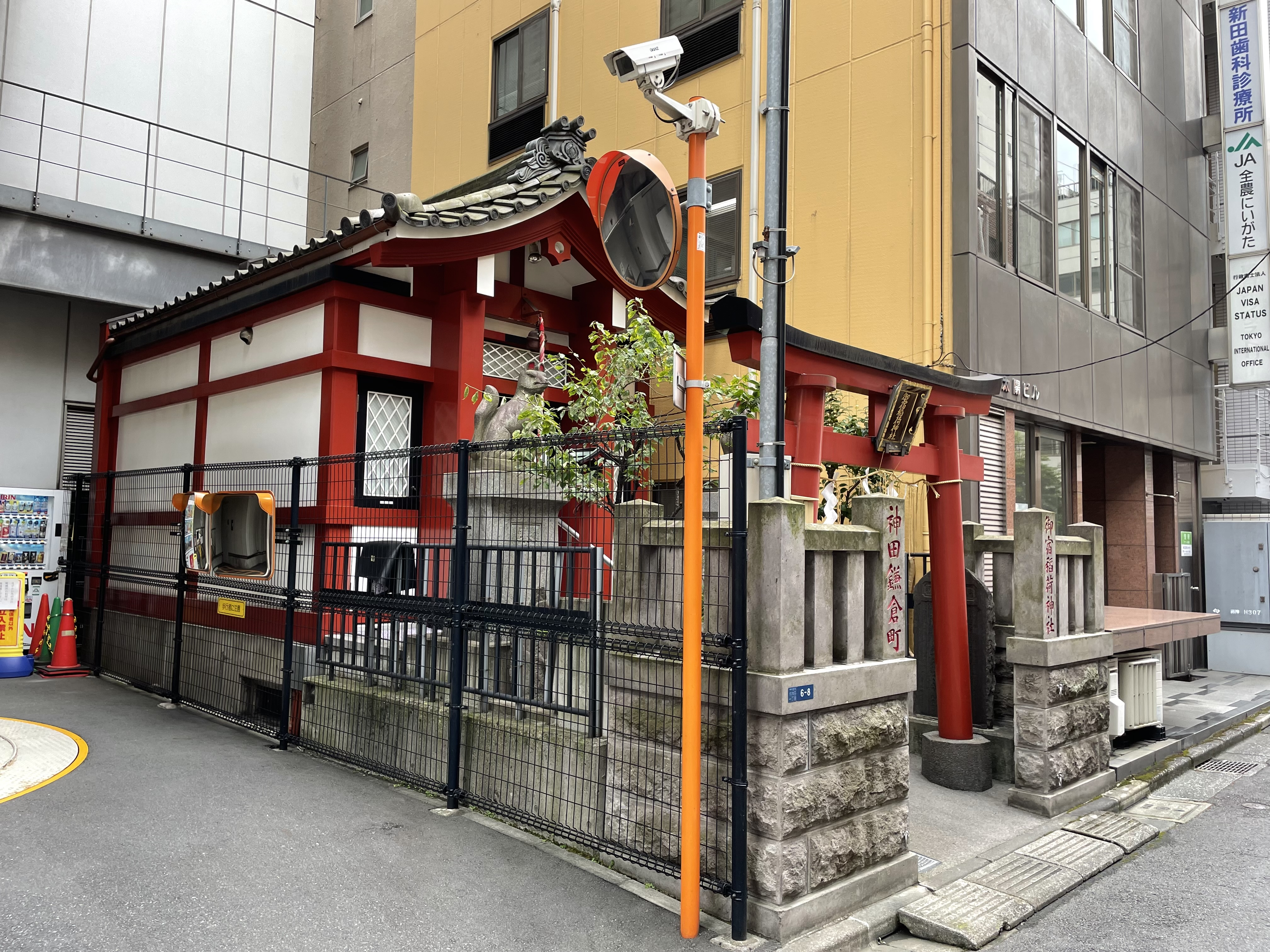
遠景